# Gran Vía Sur
Gran Vía Sur es un barrio de la ciudad española de Alicante. Según el padrón municipal, cuenta en el año 2022 con una población de 7331 habitantes (3756 mujeres y 3575 hombres).
Esta zona del municipio se convirtió en un nuevo barrio de la ciudad tras aprobarlo el Pleno del Ayuntamiento, en sesión celebrada el 30 de julio de 2015.

## Localización
Gran Vía Sur limita al oeste y norte con el barrio de Polígono Babel, al noreste con el de Benalúa, al este con el de Ensanche-Diputación y al sur con el barrio de San Gabriel y el puerto de Alicante.
Asimismo, está delimitado exteriormente, desde el oeste y en el sentido horario, por las avenidas y calles siguientes: Panamá, autovía de Alicante, México, Rosa Chacel, Federico Mayo y Elche.

## Población
Según el padrón municipal de habitantes de Alicante, la evolución de la población del barrio, desde su creación hasta el año 2022, tiene los siguientes números:
|              | 2016 | 2017  | 2018   | 2019   | 2020  | 2021  | 2022  |
| ------------ | ---- | ----- | ------ | ------ | ----- | ----- | ----- |
| Población    | 6964 | 7025  | 7141   | 7251   | 7301  | 7379  | 7331  |
| (Diferencia) |      | (+61) | (+116) | (+110) | (+50) | (+78) | (-48) |